# Canal especialitzat
Un canal especialitzat, o bé canal temàtic, és un canal de televisió o emissora de ràdio que té una programació estigmàtica, és a dir, especialitzada en un tema: canals musicals, canals esportius, canals informatius, canals culturals, canals infantils, etc. Tot i poder tenir diversos programes diferents a la seva graella de programació, tots giren al voltant del mateix tema. Es diferencien dels canals generalistes.